# Riverside Ground
Il Riverside Ground è uno stadio di cricket situato a Chester-le-Street, Inghilterra. Nonostante la sua costruzione relativamente recente è uno degli stati più prestigiosi del paese, gode infatti dello status di Test cricket ground dal 2003 e ha ospitato partite della Coppa del Mondo di cricket 1999. È previsto inoltre il suo utilizzo per la Coppa del Mondo di cricket 2019.
Nel County Championship è la casa del Durham County Cricket Club fin da quando il club è stato elevato al First Class cricket.